# Barnidypina
Barnidypina (łac. barnidipinum) – wielofunkcyjny organiczny związek chemiczny z grupy pirydyn, lek stosowany w leczeniu nadciśnienia tętniczego, o działaniu blokującym wolne kanały wapniowe.

## Mechanizm działania
Barnidypina jest antagonistą kanału wapniowego działającym na wolne kanały wapniowe, którego maksymalny efekt następuje po 5–6 godzinach od podania.

## Zastosowanie
- nadciśnienie tętnicze stopnia łagodnego do umiarkowanego[3]

W 2015 roku barnidypina nie była dopuszczona do obrotu w Polsce.

## Działania niepożądane
Barnidypina może powodować następujące działania niepożądane, występujące ≥1/1000 (bardzo często, często i niezbyt często):
- ból głowy
- zawroty głowy
- kołatanie serca
- zaczerwienienie twarzy
- obrzęki obwodowe